# ترومبوفلبیت
تِرُمبُوفِلبیت (به انگلیسی: thrombophlebitis) یعنی التهاب در سیاهرگ (قلب) که به لخته شدن خون درون آن مرتبط است به عبارت دیگر تِرُمبُوفِلبیت عبارت است از التهاب و پیامد آن، وجود لخته‌های خون در یک سیاهرگ سطحی (معمولاً اندام‌های تحتانی) که به‌طور اولیه ناشی از عفونت یا آسیب است.
اگر ترومبوفلبیت به صورت مکرر و در نقاط مختلف، بیمار را مبتلا کند ترومبوفلبیت مهاجر نام می‌گیرد.

## سبب‌شناسی
اصلی‌ترین اتیولوژی و سبب تِرُمبُوفِلبیت، پیآمد جراحی‌ها در یک اندام معرفی می‌شود. اما گاهی دلایل دیگری نیز می‌تواند داشته باشد.
از خطرهای عوامل موثر این بیماری می‌توان به کم‌تحرکی و بی‌تحرکی طولانی مدت (دلایل شغلی یا بستری شدن درازمدت) و نیز به مشکلات خونی در شخص به‌ویژه مشکلات در فاکتورهای انعقادی و غلظت خون بیمار اشاره نمود.
فرم‌های تزریقی تتراسایکلین‌ها نیز باعث ایجاد ترمبوفلبیت می‌شوند به همین دلیل فرم خوراکی آن‌ها بیشتر استفاده می‌شود.

## علایم و نشانه‌ها

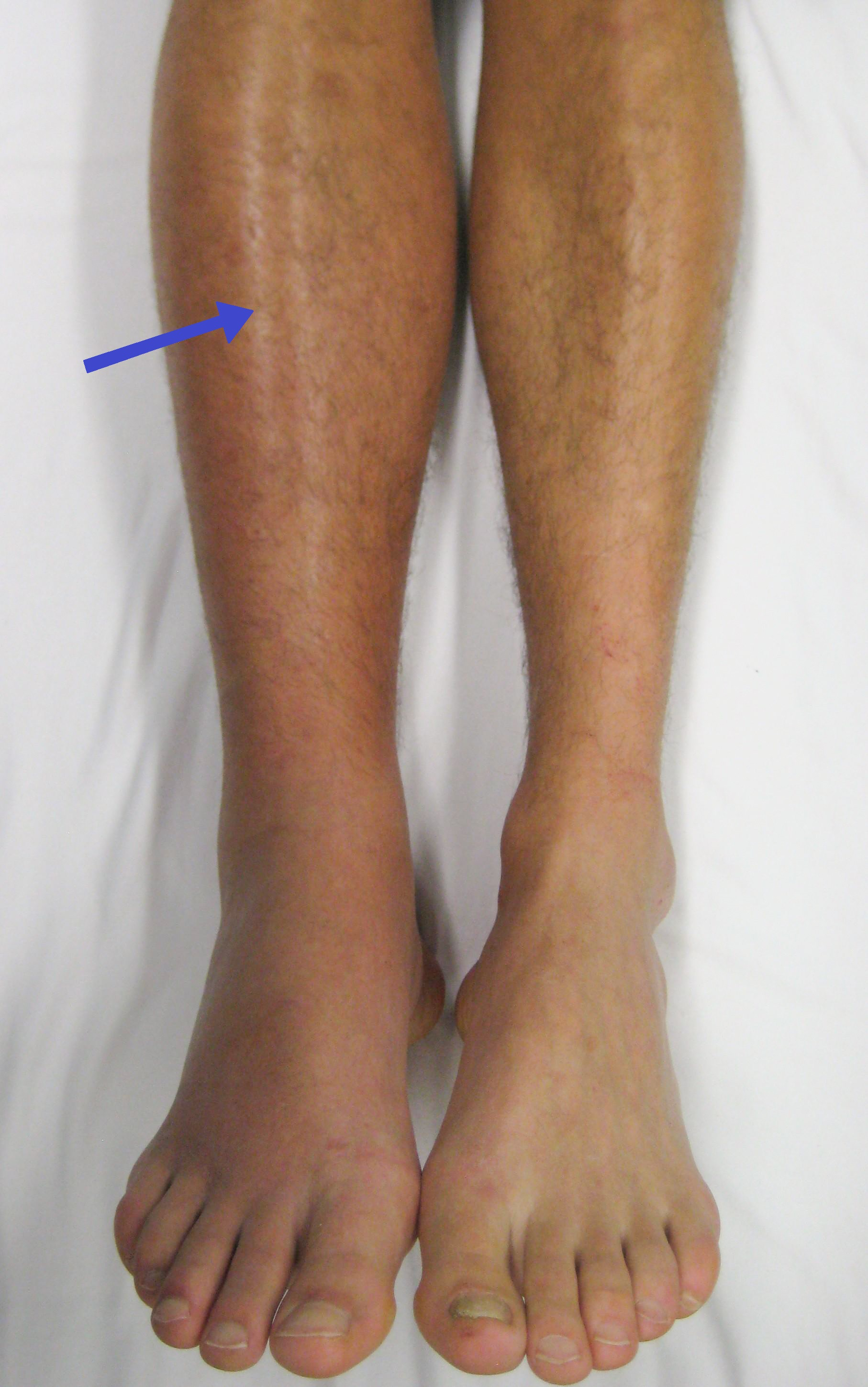
ترومبوز در سیاهرگ پای راست. به قرمزی و تورم توجه شود.

نشانه‌های بیماری نه همیشه اما در برخی بیماران مشاهده می‌شود:
- درد و سوزش در بخش مبتلا به ترومبوفلبیت (به‌ندرت)
- قرمزی (اریتما) و التهاب در اندام مبتلا
- آماس یا تورم (ادم) در اندام مبتلا

## تشخیص
تشخیص بالینی از بارز‌ترین مراحل تشخیص فلبیت به‌شمار می‌رود و در ادامه به روش‌های دیگر می‌توان وجود تِرُمبُف‌لِبیت را تشخیص داد:
- اکوداپلر
- آزمایش خون و فاکتورهای انعقادی آن
- آنژیوگرافی

## درمان
درمان شامل داروهای ضد انعقاد مانند هپارین و وارفارین و نیز ترومبولیتیک‌ها خواهد بود.